# Michele Russo
Michele Russo (ur. 30 stycznia 1945 w San Giovanni Rotondo, zm. 30 marca 2019 w Mediolanie) – włoski duchowny rzymskokatolicki posługujący w Czadzie, w latach 1989–2014 biskup Doba.

## Życiorys
Święcenia kapłańskie przyjął 18 marca 1970. 6 marca 1989 został prekonizowany biskupem Doba. Sakrę biskupią otrzymał 21 maja 1989. 30 stycznia 2014 zrezygnował z urzędu.